# (5429) 1988 BZ1
(5429) 1988 BZ1 (1988 BZ1, 1982 BU10, 2054 T-1) — астероїд головного поясу, відкритий 25 січня 1988 року.
Тіссеранів параметр щодо Юпітера — 3,176.